# Kizuna
Kizuna (絆 KIZUNA～恋のから騒ぎ～?, Kizuna: koi no kara sawagi) è un manga yaoi creato dall'autrice Kazuma Kodaka. Pubblicato dal 1994, si è concluso nel 2008. È uno dei primi, e più popolari, manga che tratti una storia d'amore omosessuale. Il manga è stato pubblicato in Italia da Kappa Edizioni. La storia segue la vita di Ranmaru e Kei, amici fin dal tempo delle elementari, che crescendo, intraprendono una relazione sentimentale.
Kizuna è stato in seguito adattato in anime, composto da tre OAV.

## Trama
Il primo bacio strappato con l'astuzia da Kei a Ranmaru avvenne quando i due ragazzi si trovavano in classi diverse: non potendo però coltivar quel loro nascente rapporto, Kei giunge alla conclusione che per non far del male a Ranmaru col suo sentimento esasperato è meglio troncar sul nascere la loro relazione, e da allora in poi preferisce evitarlo. Due anni dopo vengono a ritrovarsi nella stessa classe, Ranmaru lo affronta a viso duro, lo trascina in palestra e qui gli chiede spiegazioni riguardo alla freddezza che mostra nei suoi confronti; Kei non potendo sopportar oltre il proprio finto atteggiamento distaccato gli confessa i suoi veri sentimenti: "TI HO SEMPRE AMATO" gli dice. Ciò è sufficiente per Ranmaru, che da allora in poi risponderà favorevolmente ai sentimenti d'affetto provati da Kei verso di lui. Poco dopo dalla lettera della madre in cui annunzia il suo suicidio Kei apprende che suo padre non è altri che uno dei capi più importanti del clan di Osaka della yakuza, Takashi Sagano. Lui è dunque il figlio illegittimo di un boss della mafia: non volendo in alcun modo aver nulla a che fare con ciò, Kei cerca di contattarlo per esprimergli tutta la sua contrarietà, ma al telefono trova a rispondergli Kai.
Il giorno prima dell'avvio del torneo provinciale di kendo, a cui avrebbe dovuto anche partecipare Ranmaru (egli è difatti un promettente atleta di questo sport) Kei trascina l'amico in un incidente automobilistico. In ospedale, dove viene ricoverato d'urgenza, risulta subito chiaro che il danno maggiore s'è verificato proprio alla colonna vertebrale e che pertanto Ranmaru non sarà molto probabilmente più in grado di camminare. Ovviamente avrebbe del tutto dovuto abbandonar l'idea di poter continuar la sua carriera sportiva. Kei, roso dal rimorso decide di dedicare completamente il resto della sua esistenza all'amico; propone a Ranmaru di andar a vivere insieme e dopo molte insistenze riesce a convincerlo. Cerca così d'impegnarsi più che può nel tentativo di salvar il loro rapporto; nel contempo Ranmaru decide di far tutto il possibile per non diventar un peso e un onere insostenibile sulle spalle di Kei. Come risultato d'una dura opera di riabilitazione, Ranmaru riesce nuovamente a camminar con le proprie gambe.
I due giovani studiano presso la stessa università e convivono proprio come una qualsiasi coppia sposata, questo fino a che non irromperà nella scena un terzo incomodo. Kai, fratellastro più giovane di Kei, fan fin dalla più tenera infanzia di Ranmaru: ha iniziato s fare kendo proprio con l'obiettivo di poter affrontar un giorno in combattimento il suo idolo. Anche lui è uno studente della stessa università dei due giovani, ed ha deciso di voler conquistar Ranmaru portandolo via al fratellastro.
Il bello e seducente Ranmaru non passa certo inosservato, è difatti il sogno proibito di molti nel college, sia fra gli studenti che tra il corpo insegnante, ma soprattutto è desiderato da uno dei professori a cui aveva fatto da assistente. Invita Ranmaru in un club privato, qui l'uomo mette della droga nel suo bicchiere e poi cerca di prenderlo con la forza. Per fortuna di cose, al suo interno vi lavora come lavoratore in nero anche Kai il quale, accortosi subito della situazione che s'era venuta a creare, riesce a trarlo in salvo. Lo porta a casa sua e riesce a trascorrer la notte assieme a lui. La mattina dopo informa il fratellastro di quanto è accaduto e Kei medita subito vendette sanguinose. Infine Kai si rende conto che Ranmaru rimarrà sempre profondamente legato a Kei e che quindi è impossibile divideri: realizzato ciò torna a casa per far l'assistente del padre nelle sue molteplici attività più o meno legali.
Successivamente un grave episodio rischierà di funestare la vita affettiva dei due: Ranmaru trova tracce di baci sul petto di Kei, addormentato ubriaco fradicio sul letto. Il ragazzo fugge disperato vagando per le strade di notte piene di sconosciuti, pensando a cosa avrebbe potuto fare se Kei si fosse deciso un giorno a lasciarlo: per caso incontra una giovane ragazza prostituta che lo invita in un love hotel. Nel frattempo Kei risvegliatosi dalla sbornia inizia a setacciar la città alla ricerca dell'amante perduto, visitando e chiedendo notizie a tutti gli amici comuni: anche lui incontrerà la stessa ragazza che lo costringe a cambiar direzione e lo trascina nello stesso love hotel dove poco prima ha portato anche Ranmaru. Incontrandosi si rendono conto ch'è stata quella stessa ragazza a lasciargli in precedenza le tracce di rossetto e baci (l'aveva trascinato con sé senza che lui se ne fosse minimamente reso conto, tanto era ubriaco).

## Personaggi principali

### Enjouji Kei
Il figlio illegittimo di un boss della yakuza ad Osaka, Kei non sapeva nulla della yakuza poiché è cresciuto a Tokyo. Sua madre, Hotaru, un'addestratrice di geisha, non voleva che suo figlio fosse coinvolto nella vita della yakuza e fuggì prima che nascesse. Quando morì per una malattia lasciò a Kei una lettera dove gli narrava delle sue vere origini.
Kei incontra Ranmaru il primo giorno di scuola media e si innamora di lui a prima vista. Con grande fastidio di Ranmaru, Kei insiste per tutto il giorno mostrandogli pubblicamente il suo interesse. Dopo aver dimostrato una certa bravura nel kendo all'allenamento, Ranmaru invita Kei a casa sua per allenarsi insieme nel dojo della sua famiglia. Nonostante Kei non dimostri interesse per il kendo, si allena lo stesso con Ranmaru e alla fine si scambiano il loro primo bacio.
Durante gli anni del liceo, Kei entra a far parte del club della cerimonia del tè. Questo infastidì Ranmaru già arrabbiato con Kei poiché disinteressato al kendo nonostante il suo talento. Ed è durante il liceo che Kei e Ranmaru decidono di portare la loro relazione ad un livello superiore. Dopo la morte di Hotaru, Ranmaru decide di prendersi cura di Kei. Quella stessa sera Ranmaru rischia la vita salvando Kei da un attentato alla vita di Kei organizzato dalla yakuza. Invertiti i ruoli, Kei decide di prendersi cura di Ranmaru durante tutta la convalescenza prendendosi la colpa dell'accaduto.
Kei non è affatto timido riguardo ai suoi sentimenti per Ranmaru. Gli manifesta i propri sentimenti continuamente, imbarazzando tantissimo Ranmaru. Tuttavia farebbe di tutto pur di stare con lui e decide anche di regalargli un anello per chiedergli di sposarlo. Nonostante i tentativi di Hotaru di proteggere Kei dalla yakuza, la yakuza riesce comunque ad intromettersi nella sua vita, anche se Kei continua con insistenza a tenersene alla larga. Per lungo tempo ha un rapporto conflittuario con Kai, suo fratellastro minore, per le attenzioni di Ranmaru. Non solo egli vede Kai come una minaccia per il suo rapporto con Ranmaru, ma anche come un'estensione della yakuza all'interno della sua vita. Tuttavia tiene al suo piccolo fratellino e fa tutto ciò che può per cercare di proteggerlo.

### Samejima Ranmaru
Un prodigio nel kendō soprannominato "Il demone bianco". Kendo si è sempre praticato nella sua famiglia ed egli stesso lo praticava sin dall'infanzia. Si classificava sempre al primo posto a qualsiasi torneo nazionale cui prendesse parte, questo gli è valso la sua fama.
Comunque, a partire dalle scuole medie, non ha mai avuto veri amici. Tutte le sue energie erano indirizzate al kendo. Tutto questo cambiò quando incontrò Kei, che subito si innamorò di lui. Inizialmente provava repulsione per via degli atteggiamenti etero di Kei annoiato a disgustato da questo. Ma era anche impressionato dalle sue capacità innate nel kendo. Invitò Kei a casa sua per allenarsi e poco dopo si baciarono per la prima volta. Nonostante non l'avrebbe mai ammesso, era rimasto colpito da Kei.
Al liceo era capitano della squadra di kendo. lui e Kei finiscono con il dichiararsi il loro amore a portano la loro relazione ad un livello fisico. Tuttavia poco dopo l'inizio del torneo di kendo la madre di Kei muore. Notando la grande sofferenza del suo amante Ranmaru giura di proteggerlo per sempre. Finirà col mantenere la promessa letteralmente quando un uomo della yakuza tenta di investire Kei e Ranmaru lo spinge via. L'incidente lascia Ranmaru paralizzato e con la certezza di non poter mai più praticare il suo amato kendo. Ma dopo un lungo periodo di straziante fisioterapia con Kei al suo fianco, riesce a recuperare la mobilità degli arti ripromettendosi di riprovare, un giorno, ad entrare nel mondo del kendo.
Ranmaru è assolutamente timido riguardo ai suoi sentimenti, ma non nega di amare Kei. È stato in grado solo una volta di dire a Kei 'Ti amo', ma fortunatamente Kei capisce a fondo Ranmaru e comprende i suoi sentimenti. Come Kei, Ranmaru non vuole essere coinvolto negli affari della yakuza, che l'ha quasi ucciso, tuttavia, restando accanto a Kei, la yakuza si impone anche nella sua vita. Comunque si comporta gentilmente con Kai, anche quando tenta di oltrepassare il limite cercando di conquistarlo. Vorrebbe che Kei e Kai avessero un buon rapporto fraterno, tuttavia le loro discussioni sono sempre animate.

### Sagano Kai
Figlio del boss della yakuza di Osaka e fratellastro minore di Kei. Nonostante sia stato cresciuto all'interno della yakuza (conosciuto come 'Bon' dai colleghi del padre) non ha un ruolo attivo negli affari del padre. Lo stesso Masanori è stato scelto come successore del padre di Kai quando questi si ritirerà. Ma a Kai non sembra interessare questo; i suoi rapporti con il padre sono limitati e spesso litigano animatamente
La lotta tra Kai e suo padre è collegata al giorno del funerale della madre di Kai, durante il quale suo padre gli ha rivelato l'esistenza di Hotaru e di Kei. Kai vede la sua "nuova famiglia" come il più grande tradimento che potesse essergli fatto e incanala quest'odio in Kei. Finisce con l'accusare Kei di un sacco di cose; lo accusa delle sofferenze patite da sua madre in punto di morte, lo accusa per ciò che è accaduto a Ranmaru, ecc. Per questi e altri motivi sembra essere destinato a combattere per sempre suo padre e il suo fratellastro.
Ha un grande talento nel kendo, anche se la sua passione non è così elevata tramite il kendo che conosce Ranmaru. Inizia ad essere ossessionato da lui e sviluppa un sentimento di affetto nei suoi confronti. Questi sentimenti fanno sì che lui venga diseredato dal padre (che non riesce neanche a capire che Kei e Ranmaru sono una coppia), ma a dispetto delle aspettative di Kai non riesce a scalfire l'amore di Ranmaru per Kei, né tantomeno ad orientarlo verso di lui. In seguito ricomincia a dedicarsi al kendo e, dopo aver affrontato Ranmaru, riesce a sconfiggere il suo idolo.
La relazione di Kai con Masanori è molto complessa. Prima che Masanori salisse nella gerarchia della yakuza, aveva il compito di occuparsi di Kai, spesso svolgendo con lui il ruolo che solitamente è svolto dai genitori. Kai ha sempre amato gli uomini più maturi, ma Masanori è sempre stato preoccupato non solo per via dell'età e dei ruoli di entrambi all'interno dell'associazione, ma anche per via dei sentimenti che un tempo provò per la madre di Kai. Kai rivolse le sue attenzioni su Ranmaru scoraggiando Masanori in diverse occasioni, nonostante fosse palese che ci fosse qualcosa tra di loro. Tuttavia quando Kai era pronto a lasciarsi alle spalle il rapporto con Ranmaru e dedicarsi a Masanori, ha dovuto scavare per riuscire a rientrare nel suo cuore. La loro relazione viene poi sconvolta quando Kai viene rapito da uno degli amanti abbandonati da Masanori e il trauma impedisce a Kai di lasciarsi andare. Kai si sente colpevole di non riuscire a stare con Masanori, ma lui accetta di prendere le cose con calma.

### Araki Masanori
Uno dei più grandi membri del sindacato di Osaka, fu selezionato da Sagano in persona come suo erede. La stessa famiglia Araki sembra altamente coinvolta nella yakuza; Hitoshi, fratello di Masanori, fa parte del sindacato di Kazama in Hana to Ryū. Nonostante la sua posizione Masanori è molto protettivo con tutti i membri del suo sindacato e punisce severamente chi li ferisce.
Nonostante la posizione del fratello, Masanori inizia come "custode" di Kai. Appena iniziò il suo incarico si innamorò della madre di Kai e si sentiva molto in colpa per questo. Era anche molto arrabbiato con Sagano per via del rapporto con Hotaru (madre di Kai) nonostante lei non si fosse mai vergognata della cosa. È sempre stato molto protettivo con Kai anche se, era preoccupato dei sentimenti che Kai nutriva per lui. Quando Kai era piccolo si limitò ad attribuire i sentimenti al normale affetto di un bambino, ma quando crescendo Kai continuò a mostrare quei sentimenti lui lo respinse. Kai finì con l'innamorarsi di Ranmaru e Masanori finì col cercare di dimenticare l'amore per Kai e sua madre con tipi poco raccomandabili.
Sfortunatamente fu uno di questi "tipacci" a causare un grande dolore per Kai rapendolo e violentandolo. Non curante del suo passato, Masanori non perse tempo nell'ucciderlo, anche perché Kai gli pregò di non farlo. Quest'incidente innalzò un muro tra i due; Masanori si sentiva in colpa perché era successo a causa sua e Kai si sentiva in colpa poiché aveva percepito come sincero l'amore del rapitore per Masanori. La loro relazione sembrava definitivamente danneggiata finché Kai non ha deciso di lasciarsi alle spalle la relazione con Ranmaru e convincere un riluttante Masanori.
Nonostante non approvi a pieno la situazione mostra un rispetto illimitato a Kei e Ranmaru, inoltre la sua fedeltà a Sagano è solidissima. Ha cercato di tenere riservata la propria relazione con Kai, tuttavia a causa dello zelo di entrambi la relazione viene resa pubblica tra i sottoposti di Masanori (soprattutto Kyousuke). Nonostante questo vive la relazione con infinita cautela a causa del trauma di Kai.

### Tashiro
All'apparenza un simpatico ragazzo dal carattere solare e che prende ogni situazione alla leggera, è in realtà un killer professionista a cui si rivolge spesso il clan Sagano visto il suo 'talento'.
Il suo passato, come ci viene svelato, non è stato sempre vissuto negli ambienti della mala. Roy Karstein-Tashiro, questo il suo vero nome, figlio di un'americana e di un giapponese, viveva e lavorava in un orfanotrofio/chiesa, che sorgeva sulla terra un tempo appartenuta a suo padre. A 20 anni incontra un uomo misterioso, J.B. un abile killer che frequentava di quando in quando la chiesa lasciando cospicue donazioni, e ne resta affascinato.
Quando una delle ragazze dell'orfanotrofio viene violentata da una banda di delinquenti locali e la suora responsabile dell'istituto si rifiuta di sporgere denuncia per paura di ripercussioni Roy, pieno di rabbia e desideroso di vendetta, si rivolge a J.B. pregandolo di insegnargli a usare la pistola per poter difendere i bambini dell'orfanotrofio.
Il killer accetta a malincuore ma, per quanto Roy sia convinto del contrario, non gli insegna ad uccidere ma solo a difendersi. Il ragazzo si scopre anche attratto da J.B. e il killer inizialmente lo rifiuta dicendo che ha accettato di insegnargli a usare la pistola, se vuole imparare altro la strada è piena di donne; J.B. alla fine cede e 'insegna' al ragazzo come si bacia.
Sentendosi sicuro di ciò che ha imparato Roy decide di attuare i suoi propositi di vendetta nonostante il parere contrario di J.B., ma arrivato al dunque non ha il coraggio di uccidere e solo l'intervento di J.B. lo salva da morte certa. I due passano insieme una notte di fuoco nonostante il killer si senta in colpa nel deflorare quello che considera un angelo; il mattino seguente Roy si risveglia da solo con un biglietto d'addio: J.B. ha deciso di scomparire dalla sua vita e gli consiglia di dimenticare lui e ciò che gli ha insegnato.
Roy decide comunque di diventare un killer professionista, sperando così di ritrovare un giorno il suo amato.
È il lavoro a portarlo in Giappone dove, conosciuto con il nome Tashiro, viene assoldato dal clan Sagano per eliminare l'uomo che aveva tentato di uccidere Kei; Tashiro porta a termine il contratto ma questo non fa altro che aumentare le tensioni tra i clan rivali. Anni dopo Masanori, di cui è amico, lo assolda nuovamente questa volta per proteggere Kai, che mal sopporta i suoi modi allegri e impiccioni; nonostante questo Tashiro si dimostra una buona guardia del corpo in grado di tenere sotto controllo Kai e infine eliminare il capo dell'organizzazione rivale.
Ed è proprio durante questo lavoro che Tashiro incontra J.B. per la prima volta dopo 8 anni.
Sfortunatamente J.B. è stato assoldato proprio dai rivali del clan Sagano per eliminare lui, Masanori e il padre di Kai. Alla fine J.B. rifiuta di portare a termine l'incarico poiché il suo 'codice d'onore' gli impedisce di coinvolgere persone innocenti (Kai in questo caso).
Riconoscendo che Roy ha scelto liberamente di diventare un killer e che l'ha cercato per anni, J.B. propone a Tashiro di vivere e lavorare insieme. I due riprendono così la loro relazione.

### J.B.
Jack Birnbaum Neeson, è uno dei migliori killer del mondo, conosciuto come J.B. Sempre calmo e capace di prendere decisioni con lucidità e freddezza, porta sempre a termine i suoi incarichi. Non è però sadico o privo di compassione, anzi, disprezza se stesso e il suo lavoro e si è imposto come regola di non fare mai del male a bambini o persone innocenti. Chiaro esempio è il rifiuto di portare a termine l'incarico di uccidere Masanori dato che Kai si era messo in mezzo.
In occasione di una visita ad una chiesa/orfanotrofio incontra il giovane ed esuberante Tashiro, dalla cui purezza rimane affascinato. Quando una delle ragazze dell'orfanotrofio viene violentata e Roy manifesta il desiderio di vendicarsi J.B. cerca di dissuaderlo ma, non riuscendovi, accetta di insegnargli ad usare una pistola nel tentativo di distrarlo e tenerlo occupato. Tashiro però non abbandona i suoi propositi e J.B. interviene per salvarlo uccidendo tutti i membri della banda. Quella notte J.B. cede all'attrazione tra lui e Tashiro e i due finiscono a letto insieme; ma anche durante l'amplesso il killer non può fare a meno di disprezzarsi per aver osato corrompere quello che lui vede come un angelo innocente. Disgustato di se stesso e sentendosi in colpa J.B decide di sparire dalla vita di Tashiro, sperando che il ragazzo scelga una vita pulita.
Lasciato il suo giovane amante J.B. continua la sua vita da killer e anni dopo accetta un lavoro in Giappone: uccidere Sagano, Masanori, e Tashiro (che aveva eliminato l'uomo che aveva tentato di uccidere Kei). Pur accettando l'incarico non ha alcuna intenzione di uccidere Tashiro e contatta il giovane per convincerlo a lasciare il paese. Tashiro non si arrende e ciascuno cerca di portare a termine il proprio lavoro anche a costo di doversi scontrare. Alla fine è Tashiro a portare a termine il suo incarico mentre J.B si rifiuta di sparare dato che Kai (che considera un ragazzino) si getta di fronte a Masanori per proteggerlo.
Calmatesi le acque J.B. segue Tashiro all'aeroporto dove i due si confrontano e si scoprono ancora attratti l'uno dall'altra. Accettando il fatto che Tashiro ha scelto da solo di diventare un killer e che forse non è mai stato così puro come lui l'aveva immaginato, J.B. gli propone di vivere e lavorare insieme.

## OAV
1º episodio
Kay e Ranmaru sono una coppia che convive felicemente. Ma l'apparizione di Saganoè un inatteso e spiacevole evento per entrambi; difatti egli cerca di toglier all'odiato fratello la cosa che questi più d'ogni altra ama al mondo. La cosa più preziosa che Kay possiede è sicuramente Ranmaru, e dichiarerà apertamente che sta assieme a lui per amore. Saganoincolpa il fratello d'un incidente avvenuto tempo prima e a causa del quale Ranmaru non può più impegnarsi con costanza nella pratica del kendō.
Testimone accidentale d'un tentativo d'aggressione da parte d'un professore nei confronti di Ranmaru, Saganolo salva, riuscendo così ad entrar in confidenza con lui. Saganos'accorda così col fratello per incontrarsi e risolver una volta per tutte la questione che li riguarda: Kei mette subito in chiaro che non ha affatto timore d'affrontarlo e non avrà scrupoli anche se è suo fratello, se si rendesse necessario lo distruggerà senza pietà. Ma la loro disputa si conclude con un'insperata riappacificazione.
Intanto il professore che aveva tentato di violentare Ranmaru manda degli uomini suoi sottoposti in cerca dei due fratelli con l'ordine di ucciderli: scamperanno all'agguato. Kei spiega al fratello che il suo scopo, da quando l'ha conosciuto, è il benessere di Ranmaru, così come il sogno di Saganoè sempre stato quello di diventar il numero uno nel kendō: ognuno, conclude, deve provar a realizzare il suo sogno ideale, ad ogni costo. Solo questo è davvero importante e necessario nella vita. Dopo pochi mesi Kei legge sul giornale che Saganosta scalando trionfalmente la classifica nazionale del suo sport preferito.
2º episodio
Saganoè impegnato con tutte le sue forze nel tentativo di sorpassar Ranmaru in classifica, anche se ciò risulta estremamente difficoltoso: cerca allora di far amicizia con lui ed entrar nelle sue grazie, con l'intento nascosto di scoprirne i punti deboli. Saganooriglierà una conversazione telefonica tra Ranmaru ed una ragazza, in cui capisce che si stanno dando un appuntamento; informa immediatamente il fratello ed assieme lo pedinano. Guardando l'espressione felice e sorridente di Ranmaru mentre compra dei fiori Kei rimane profondamente ferito: si verrà poi a sapere che quella ragazza non è altri che sua sorella Yuki.
I due fratelli iniziano a passeggiar senza meta per le strade della città ricordando la loro infanzia. Appare ad un tratto davanti a loro Masanori e Saganogli chiede d'accompagnarlo a casa: il ragazzo si troverà a rifletter sulla sua vita e concluderà che vicino a lui vi è qualcuno di nettamente più importante di Kei.
3º episodio
Tornato a casa ubrico fradicio, Kei si getta sul letto ancora coi vestiti addosso. Ranmaru con fatica riesce a spogliarlo e metterlo sotto le coperte; trovando tracce di rossetto sul suo petto rimane totalmente confuso e spiazzato dalla nuova situazione che s'è venuta improvvisamente a creare. Ranmaru trae le proprie inequivocabili conclusioni e non attende neppure di sentir le risposte di Kei alla sua legittime richiesta di spiegazioni. Quando una ragazza suona il campanello dell'appartamento Ranmaru non resiste oltre ed in un impeto di gelosia scappa di casa.
Intanto nell'appartamento Kei sembra finalmente aver smaltito la sbornia, nota la traccia di rossetto sul suo petto nudo e rendendosi conto delle conclusioni a cui è sicuramente giunto Ranmaru si mette immediatamente alla sua ricerca. Vagheranno per le strade ricordando uno ad uno gli episodi più salienti della loro relazione: il loro primo bacio alle medie, quando al liceo si sono resi conto d'esser innamorati l'uno dell'altro fino a dopo incidente in cui Ranmaru è rimasto ferito ed ha dovuto rinunciare al kendo e iniziare la fisioterapia. Va in tutti i luoghi che sono stati importanti nella loro relazione: la ragazza "responsabile" della traccia di rossetto chiarirà il malinteso. È stata tutta una provocazione da parte di lei per veder se Kei poteva esser attratto anche dalle donne; Ranmaru, con la sua spiccata serietà e sensibilità aveva reagito in un modo un po' eccessivo. La storia si conclude con Ranmaru che riflette sul fatto che Kei potrebbe anche aver bisogno d'una ragazza, per cercar quello che lui in quanto maschio non sarà mai in grado di dargli.